# Walrus Island, Nunavut (Bathurst Inlet)
Walrus Island är en ö i Kanada.   Den ligger i territoriet Nunavut, i den centrala delen av landet, 3 100 km nordväst om huvudstaden Ottawa.